# Хэмбург, Гэри
Гэри Хэмбург (англ. Gary Hamburg) — американский историк, специалист по России. Доктор философии, профессор.

## История
Окончил Стэнфордский университет получив в 1972 и 1978 годах бакалавр и магистра искусств соответственно. и там же в 1978 году получил степень доктора философии. В университете изучал современную историю России под руководством Теренса Эммонса. Также учился по грантам Фулбрайта в России в СПбГУ (у Б. В. Ананьича) и МГУ (у Л. Г. Захаровой и Н. М. Пирумовой).
В 1979—2004 годах — преподаватель современной российской и европейской истории в Университете Нотр-Дам (США). Был научным руководителем трёх докторских диссертаций.
С 2004 года — именной профессор Колледжа Клэрмонт Маккена (Claremont McKenna College), где также преподаёт современную (с 1700 года) российскую и европейскую историю.
В начале своей карьеры его исследования были сосредоточены на политических движениях конца царской России, но с середины 1980-х Хэмбург переключился на интеллектуальную историю. Он также интересуется современным исламом.
Автор нескольких книг о СССР и России.
Женат, двое детей.

## Сочинения
- Россия: Путь к Просвещению Т. 1: Вера, политика и разум, 1500—1801. — СПб.: Academic Studies Press / Библиороссика, 2024. — 760 с. — («Современная западная русистика») — ISBN 978-5-907767-73-7
- Россия: Путь к Просвещению Т. 2: Вера, политика и разум, 1500—1801. — СПб.: Academic Studies Press / Библиороссика, 2024. — 592 с. — («Современная западная русистика»).